# Capoeira
La capoeira és una expressió cultural que engloba diverses facetes. La més coneguda és la faceta d'art marcial, encara que la resta són igual d'importants: la faceta musical i d'expressió corporal, la faceta oral/lingüística i la faceta tradicional. Va ser desenvolupada en Brasil per descendents d'esclaus africans. Es coneix per moviments ràpids i expressius, que utilitzen braços i cames per executar maniobres de gran agilitat en forma de puntades, girs i tombarelles. La capoeira en situacions reals incorpora moviments baixos i desequilibrants, mentre que en l'àmbit esportiu s'utilitzen més els moviments alts i les demostracions d'habilitat.
Una característica que distingeix la capoeira de les altres arts marcials és la seva música. Els practicants d'aquest art marcial no solament aprenen a jugar i lluitar, sinó també a cantar i tocar els instruments típics. Un capoeirista avançat que ignora la música és considerat incomplet. Altres expressions, com maculelê o samba de roda, són molt associades a la capoeira, encara que tenen orígens i significats diferents.
El novembre de 2014, la capoeira va rebre el títol de Patrimoni Cultural Immaterial de la Humanitat per la UNESCO.

## Etimologia
Existeixen diverses teories amb relació a l'origen de la paraula capoeira. Una d'elles ve establerta per la llengua tupí-guaraní on, kapuêra (ka'ávy = Camp, matoll; puêra = que ja va ser) resulta en la seqüència de les paraules capuíra, capoêra i capoeira. Segons alguns estudis, la paraula capoeira designaria un tipus especial de gàbies, usades en el transport d'aus (capó), que eren conduïdes per esclaus als mercats. El terme s'estendria de les gàbies als esclaus, portats d'Angola (Àfrica). Segons els defensors d'aquesta hipòtesi, mentre esperaven l'arribada dels comerciants, els esclaus es divertien en la pràctica del seu art-lluita, passant també a denominar igualment sota aquest terme (capoeira). Va arribar a estendre també al clar d'un bosc on es practicava aquest esport i després a una població propera.

## Història

### Origen

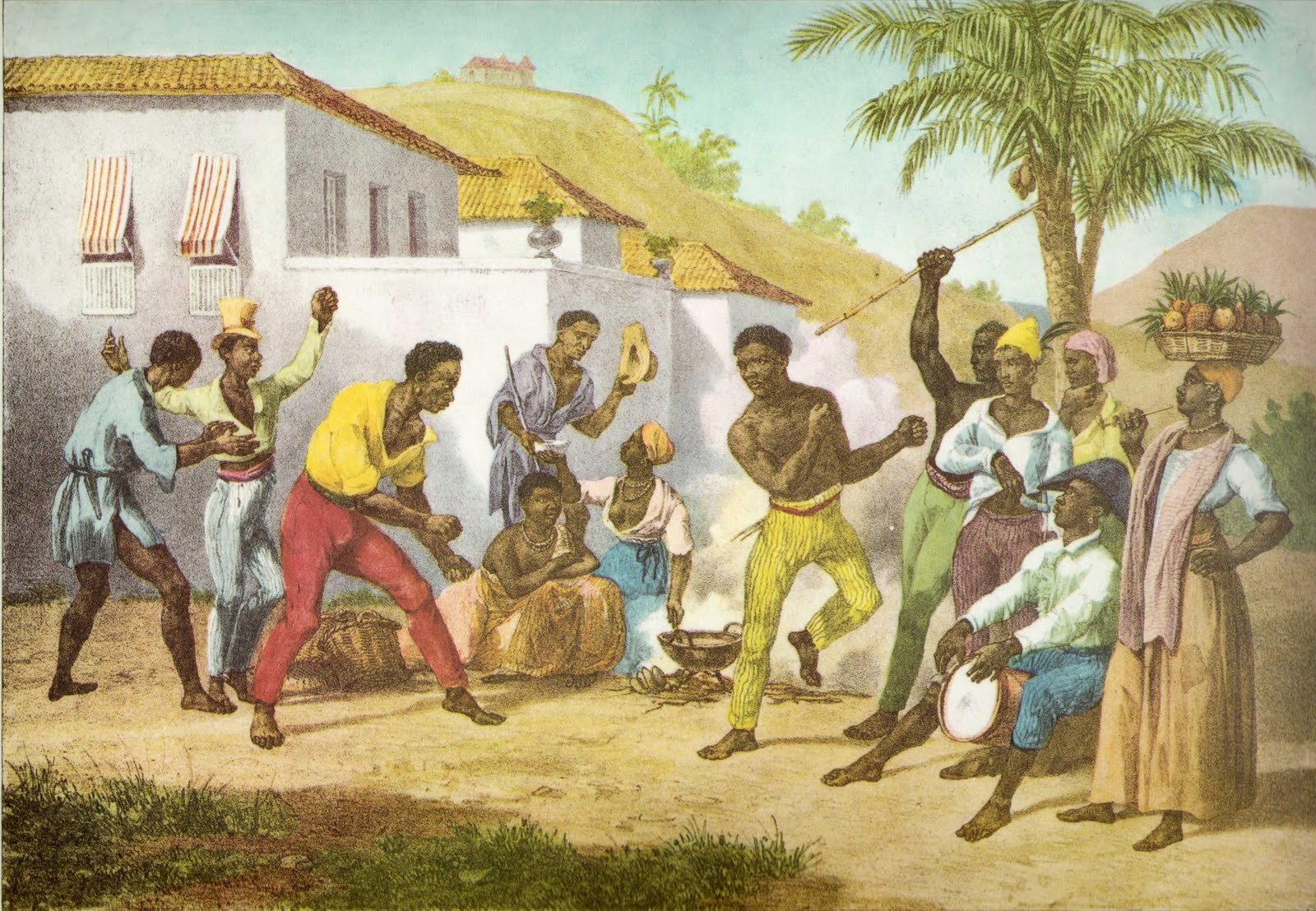
Capoeira o La Dansa de Guerra per Johann Moritz Rugendas, 1835

En el segle xvii, era el costum de la gent del Sud d'Angola, a l'Àfrica, per celebrar la iniciació dels joves a l'edat adulta amb una cerimònia anomenada n'golo (que significa "zebra" en quimbunda). Dins de la cerimònia, els homes es disputaven en una competició de lluita, animada pels atabaques, el que guanyava era el que aconseguís donar amb el peu al cap de l'adversari. El vencedor tenia dret a escollir una xicota entre les joves que s'iniciaven a l'edat adulta. Amb l'arribada dels invasors portuguesos i l'esclavitud dels pobles africans, va ser portada aquesta modalitat de lluita, a través del port de Benguela, a Amèrica, especialment del Brasil, on va portar més reiterada dels esclaus africans a Amèrica.

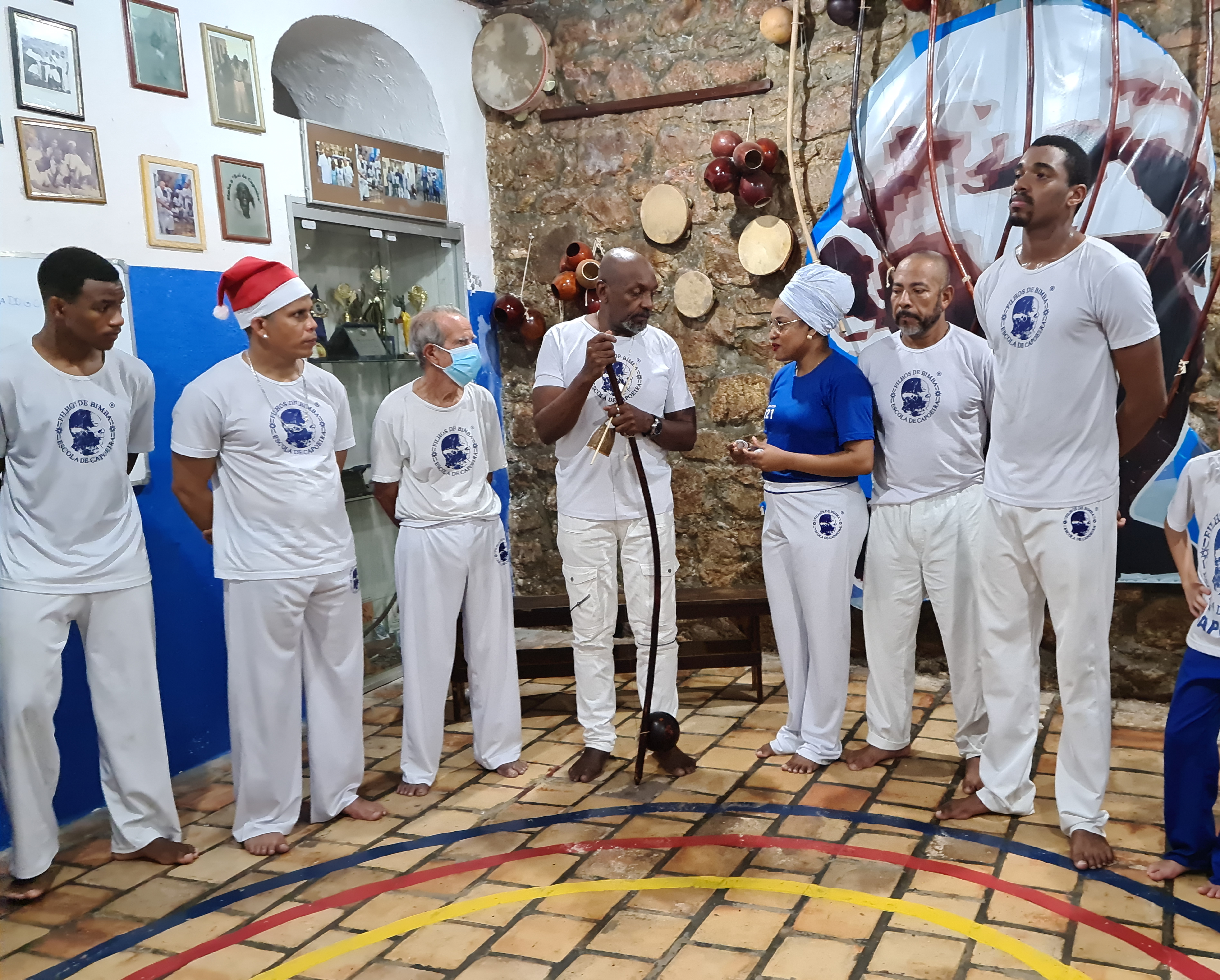
El grupo de Mestre Bimba en 2022

Al Brasil, com a la resta d'Amèrica, els esclaus africans van ser sotmesos a treballs forçats. També es van veure obligats a adoptar la llengua portuguesa i la religió catòlica. Com a expressió de la rebel·lió contra el tracte violent al qual van ser sotmesos, els esclaus van començar a practicar lluita tradicional al sud d'Angola en els terrenys forestals més prim conegut com a "capoeira" (un terme que prové del tupí kapu'era, que significa "bosc que era", en referència a les parcel·les forestals que van ser cremats o tallats per obrir terres per plantacions dels indis).
A partir del segle xvi, Portugal va començar a enviar esclaus a les seves colònies, principalment de l'Àfrica Occidental. Brasil, amb el seu vast territori, va ser el major receptor de la migració dels esclaus, amb gairebé el quaranta per cent de tots els esclaus enviats a través de l'Oceà Atlàntic. Els pobles que amb major freqüència es venien al Brasil van formar part dels grups sudanesos (compostes essencialment per gent Yoruba i Dahomey), guineo sudanès, la gent Malesi i Hausa i el grup bantú (inclosos els Congos, els quimbundos i Kasanjes) de territoris actualment es troba a Angola, el Congo i Moçambic.
Capoeira és encara controversial entre els estudiants de la seva història, especialment pel que fa al període entre la seva aparició i principis del segle xix, quan apareixen els primers registres fiables amb descripcions de la seva pràctica. Al segle xvi, Portugal va tenir un dels majors imperis colonials d'Europa, però no tenia la mà d'obra per colonitzar efectivament. Per fer front a aquest dèficit, els colons portuguesos al Brasil,van capturar i esclavitzar als pobles indígenes, que aviat va resultar impracticable. La solució va ser el comerç d'esclaus africans.
La principal activitat econòmica del període era el cultiu de la canya de sucre. Els colons portuguesos van establir grans finques on la mà d'obra era principalment d'esclaus. Els esclaus, que vivien en condicions humiliants i inhumanes, es van veure obligats a treballar fins a l'esgotament, sovint patien penes i càstigs físics. Tot i ser en major nombre, la manca d'armes, la legislació vigent, la discrepància entre els esclaus dels grups ètnics rivals i la plena ignorància de la terra on eren, desencoratjaven els esclaus a rebel·lar-se. En aquest ambient va començar a néixer la capoeira. Més que una tècnica de combat es va convertir en una esperança per a la llibertat i la supervivència, una eina per al negre fugitiu, totalment desequipat, podria sobreviure a l'ambient hostil i enfrontar-se a la caça dels capitans de muntanya, sempre armats ia cavall.

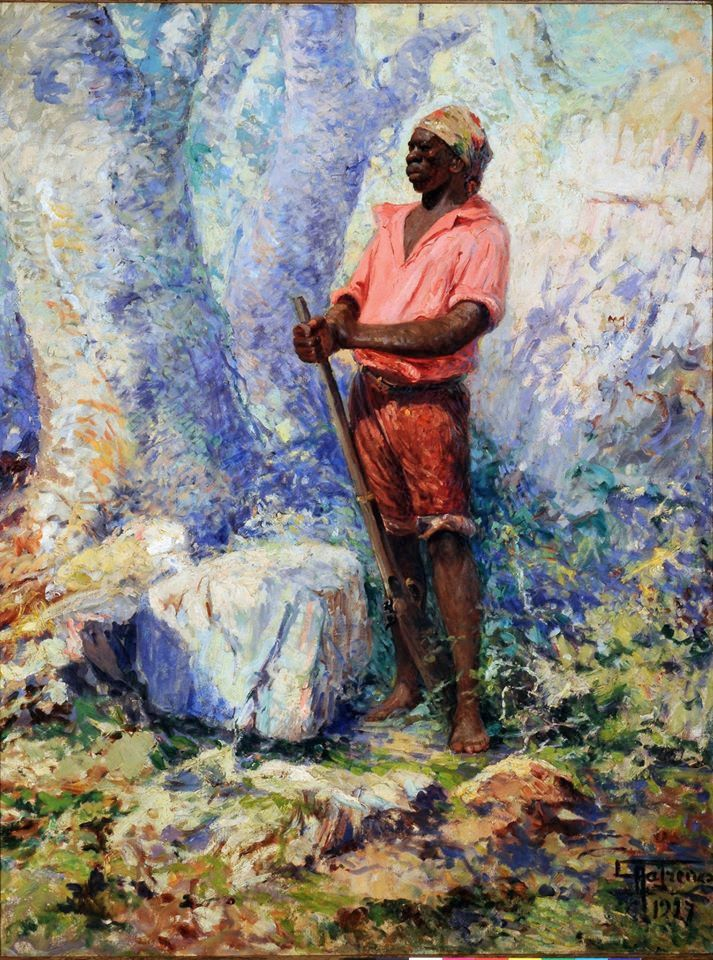
El líder quilombola de Zumbi dos Palmares. L'art de la capoeira va ser utilitzat pels Quilombo dos Palmares contra les tropes de la província de Pernambuco.

### Quilombos
Aviat els grups d'esclaus fugitius van començar a establir assentaments en zones remotes de la colònia, coneguda com a quilombos. Inicialment assentaments senzills, alguns quilombos van evolucionar atreient més esclaus cimarrons, indígenes o fins i tot europeus que fugien de la llei o la repressió religiosa catòlica, per convertir-se en veritables estats multiètnics independentes. La vida als quilombos oferia la llibertat i l'oportunitat al rescat de les cultures perdudes a causa de l'opressió colonial. En aquest tipus de comunitat formada per diverses ètnies, constantment amenaçada per les invasions portugueses, la capoeira va passar de ser una eina per a la supervivència de l'individu a un art marcial amb àmbit militar.
El major dels quilombos, el Quilombo dos Palmares, va resistir durant més de cent anys als atacs de les tropes coloniais. Fins i tot amb artefactes molt per sota dels utilitzats per les tropes colonials i en general els combats amb inferioritat numèrica, van resistir almenys 24 atacs de grups amb un màxim de 3.000 membres. Va prendre divuit grans atacs de les tropes militars del govern colonial per derrotar els cimarrons. Soldats portuguesos reportats podien necessitar més d'un drac (militar) per capturar un marró, perquè es van defensar amb una estranya tècnica del ginga i la lluita. El governador general de la província de Pernambuco va declarar que va ser més difícil de derrotar els cimarrons que els invasors holandesos.

### La Urbanització
Amb la transferència del llavors Príncep Regente João VI i de tota la cort portuguesa al Brasil en 1808, a causa de la invasió de Portugal per les tropes napoleòniques, la colònia va deixar de ser una simple font de productes primaris i, finalment, va començar a desenvolupar-se com a nació. Amb la posterior obertura dels ports a tots els països amics, el monopoli portuguès del comerç colonial va acabar amb eficàcia. Les ciutats van créixer en importància i els brasilers finalment van rebre permís per a la fabricació dels productes importats del Brasil, com el vidre.
Ja existien registres de la pràctica de capoeira a Salvador, Rio de Janeiro i Recife des del segle xviii, però el gran augment en el nombre d'esclaus urbans i de la vida social a les ciutats brasileres van donar pas a una major difusió i major reputació. A Rio de Janeiro, les aventures de capoeiristes eren de tal manera que el govern, a través de les ordenances com la del 31 d'octubre de 1821, va establir el càstig corporal greu i altres mesures repressives a la pràctica de capoeira.

### Alliberament dels esclaus i la prohibició
A la fi del segle xix, l'esclavitud al Brasil va ser, bàsicament, poc pràctica per diverses raons, entre elles l'augment del nombre de fugides d'esclaus i els incessants atacs de milícies a propietats esclaves. L'Imperi de Brasil va tractar de mitigar els diversos problemes amb mesures com ara la llei de sexagenari i la llei Ventre Lliure, però el Brasil reconeix inevitablement el fi de l'esclavitud el 13 de maig 1888 com la llei d'or, aprovada pel Parlament i signada per la Princesa Isabel.
Els negres lliures es van trobar abandonats a la seva sort. En la seva major part, no tenien on viure, on treballar i eren menyspreats per la societat, que els van veure com vagabunds. L'augment de l'oferta de treball de la mà d'obra europees i asiàtiques del període va disminuir encara més les oportunitats i aviat la majoria dels negres van ser marginats i, per descomptat, amb ells la capoeira.
Era inevitable que molts capoeiristas van començar a usar les seves habilitats de forma no convencional. Molts van començar a usar la capoeira com a guardaespatlles, mercenaris, assassins a sou, matons. Grups capoeiristas coneguts com a colles van aterroritzar Rio de Janeiro. Aviat, més concretament l'any 1890, la República del Brasil va decretar la prohibició de l'aviram a tot el país, donada la caòtica situació de la capital brasilera i la notable avantatge que un capoeirista va prendre l'enfrontament cos a cos amb un oficial de policia.
A causa de la prohibició, qualsevol ciutadà atrapat practicant capoeira va ser detingut, torturat i mutilat sovint per la policia. Capoeira, després d'un breu període de llibertat, es va posar dret un cop més mal vista i perseguida. Expressions culturals com la roda de capoeira es practica en llocs remots o ocults i generalment capoeiristes deixaven a algú de sentinella per advertir d'una possible arribada de la policia.

### Actualment
Avui dia, la capoeira es va convertir no només en un art o un aspecte cultural, sinó un veritable exportador de la cultura brasilera a l'exterior. Present en desenes de països de tots els continents, tots els anys atrau la capoeira al Brasil milers d'estudiants estrangers, i sovint capoeiristes estrangers s'esforcen per aprendre portuguès en un esforç per aconseguir una major participació amb l'art. Mestres respectats i contra-mestres estan convidats constantment per fer classes magistrals a l'estranger o fins i tot a establir el seu propi grup. Actuacions de capoeira, generalment administrats en forma d'espectacle, acrobàtica i amb poca marcialitat es duen a terme arreu del món.
L'aspecte marcial és encara molt present i, com en l'antiguitat, segueix sent subtil i encoberta. L'engany està sempre present, capoeiristes experimentats poques vegades prenen els seus ulls dels seus adversaris en un joc de la capoeira, com una caiguda pot venir disfressat fins i tot en un gest amistós. Símbol de la cultura afro-brasilera, símbol del mestissatge d'ètnies, la resistència a l'opressió símbol, capoeira definitivament va canviar la seva imatge i es va convertir en una font d'orgull per al poble brasiler. està classificada com a Patrimoni Cultural Immaterial de Brasil.